# The Fantastic Four
The Fantastic Four (bra: O Quarteto Fantástico; prt: Os Quatro Fantásticos) é um filme de super-herói não lançado de 1994, baseado na equipe de super-heróis de mesmo nome da Marvel Comics, criada por Stan Lee e Jack Kirby. O filme mostra a origem da equipe e a primeira batalha com o Doutor Destino. Embora não tenha sido lançado, tecnicamente é o primeiro filme da série de filmes Quarteto Fantástico. Com produção executiva dos especialistas de baixo orçamento Roger Corman e Bernd Eichinger, foi feito para permitir que Eichinger mantivesse os direitos do filme do Quarteto Fantástico. Não foi lançado oficialmente, embora cópias piratas tenham circulado desde 31 de maio de 1994, além de vários clipes estarem disponíveis online.

## Enredo
Reed Richards e Victor Von Doom são amigos de faculdade que aproveitam a oportunidade de um cometa chamado Colossus para tentar um experimento. Ele dá terrivelmente errado, deixando Victor dado como morto. Susan e Johnny Storm são duas crianças que vivem com a mãe, que é dona de uma pensão onde Reed mora. Ben Grimm é um amigo da família e um colega de faculdade de Reed.
Dez anos depois, Reed, Susan, Johnny e Ben participam de uma missão em uma nave espacial experimental de Reed enquanto o mesmo cometa passa pela Terra. Sem o conhecimento deles, um componente crucial de diamante projetado para protegê-los dos raios cósmicos do cometa foi substituído por uma imitação por um criminoso chamado O Joalheiro, deixando-os expostos à radiação.
Após o pouso forçado na Terra, eles descobrem que os raios cósmicos lhes deram poderes especiais: a estrutura corporal de Reed se tornou elástica, Susan pode se tornar invisível, Johnny pode gerar fogo quando necessário e Ben se transformou em uma criatura com pele de pedra.
Mais tarde, eles são capturados por homens que se passam por fuzileiros navais e são levados para Victor, que se tornou o monarca vilão Dr. Destino. Eles escapam e se encontram no Edifício Baxter, tentando decidir como seguir em frente com seus superpoderes. Um Ben furioso os deixa para sair por conta própria, sentindo que se tornou uma aberração. Ele é encontrado por homens sem-teto e se junta a eles no covil do Joalheiro.
O Joalheiro manda seus capangas sequestrarem a artista cega Alicia Masters, a quem ele planeja forçar a ser sua noiva, pretendendo usar o diamante roubado como presente de casamento para ela. Destino, que tem seus próprios planos para o diamante, envia seus capangas ao Joalheiro para fazer um acordo, mas sem sucesso. Destino apreende o diamante ele mesmo, e um tiroteio começa entre seus homens e os do Joalheiro. Quando Ben entra na briga, Destino faz Alicia de refém. Quando Ben ameaça "espancar" Destino, Alicia implora para que ele não arrisque e confessa seu amor por ele. Sua confissão transforma Ben de volta à forma humana e ele foge para as ruas da cidade. Frustrado com sua impotência, ele volta a ser o Coisa.
Quando Ben retorna para seus amigos, Reed descobre que Destino é na verdade Victor. Destino os contata e ameaça usar o diamante para energizar um canhão laser que destruirá Nova York a menos que eles se rendam a ele. Percebendo que são os únicos que podem detê-lo, eles vestem fantasias e viajam para o castelo de Destino, onde enfrentam ondas de suas forças militares. Enquanto Reed luta contra ele, Destino consegue disparar seu laser, mas é jogado de uma parede da sacada. Enquanto ele se agarra à parede, Reed tenta resgatá-lo, mas a manopla de Destino se solta e ele cai na névoa abaixo. Sua manopla (ainda na sacada) começa a se mover sozinha. Enquanto isso, Johnny se tornou o Tocha Humana e voa para interceptar o tiro do laser, desviando para longe da cidade e para o espaço sideral. Ben liberta Alicia e finalmente se apresenta a ela. Ela sente a superfície rochosa de seu rosto, mas não se incomoda com sua aparência alterada. O Quarteto Fantástico se dedica a lutar contra o mal e Reed e Susan se casam.

## Elenco
- Alex Hyde-White como Reed Richards / Sr. Fantástico
- Rebecca Staab como Susan Storm / Mulher Invisível

- Mercedes McNab como Susan Storm jovem

- Jay Underwood como Johnny Storm / Tocha Humana

- Phillip Van Dyke como Johnny Storm jovem

- Michael Bailey Smith como Ben Grimm

- Carl Ciarfalio como O Coisa

- Joseph Culp como Victor Von Doom / Doutor Destino
- Kat Green como Alicia Masters
- Ian Trigger como O Joalheiro
- Annie Gagen como May Storm

## Produção
Em 1986, a produtora alemã Constantin Film (na época conhecida como Neue Constantin Film) adquire os direitos da franquia nos cinemas, contudo, a empresa não conseguiu produzir o filme na década de 80, caso não consegui termina-lo até o final de 1992, os direitos voltariam para a Marvel Studios, a solução com a contratação do cineasta Roger Corman, conhecido por produzir filmes de baixo orçamento, o filme de Corman custou apenas US$ 1 milhão e foi programado para 1994, mas nunca foi lançado, sendo acusado de ser uma "cópia ashcan", usada apenas para garantir os direitos cinematográficos.

## Recepção
No site de agregação de resenhas Rotten Tomatoes, o filme tem uma taxa de aprovação de 27%, com base em 11 resenhas, com uma classificação média de 4,00/10. Clint Morris, da revista Film Threat, disse sobre uma cópia do filme que obteve: "Sim, é terrivelmente de baixo orçamento e sim, é ridiculamente exagerado e fracamente executado, mas ao mesmo tempo há também algo inquisitivamente irresistível sobre este conto de quadrinhos B que faz você se perguntar por que ele não foi lançado em algum lugar ao longo da linha. Mesmo que se assemelhe a O Vingador Tóxico [mais] do que, digamos, Homem-Aranha... O roteiro não é tão ruim assim e alguns dos atores - notavelmente Michael Bailey Smith - são realmente muito bons aqui, e com um polimento extra, acho que eles poderiam ter lançado essa coisa." Neil Calloway, do Flickering Myth, disse que "os valores de produção são de uma soap opera dos anos 1990, com alguns diálogos um tanto desajeitados".

## Documentário
Um documentário sobre o filme foi lançado em 10 de julho de 2015. Intitulado Doomed!: The Untold Story of Roger Corman's The Fantastic Four, apresentou entrevistas com Corman e outros membros do elenco e da equipe, explicando o que aconteceu com o filme e sua produção.

## Na cultura popular
Em 2013, um arco da história principal na quarta temporada da série de televisão Arrested Development envolveu a tentativa do personagem Tobias Fünke (David Cross) de encenar um musical baseado no Quarteto Fantástico. A configuração da história envolveu seu relacionamento romântico com DeBrie Bardeaux (Maria Bamford), uma atriz que interpretou Susan Storm em um filme inédito do Quarteto Fantástico. Essa história de fundo parodia o desenvolvimento do filme de Corman de 1994 e o enredo é uma sátira estendida sobre várias batalhas de direitos de histórias em quadrinhos.